# Jean-Louis Pahud
Jean-Louis Pahud (* 1909 in Lausanne, Kanton Waadt; † 1993) war ein Schweizer Diplomat.

## Leben
Pahud trat in den diplomatischen Dienst ein und war Mitglied der Wirtschaftsdelegation in Polen. Am 1. Februar 1939 wurde er Gesandtschaftsattaché im Aussenministerium, dem Eidgenössischen Politischen Departement (heute Eidgenössisches Departement für auswärtige Angelegenheiten), und fand zwischen 1942 und 1947 Verwendung als Gesandtschaftssekretär an der Gesandtschaft in Ägypten, wo 1946 seine Beförderung zum Gesandtschaftssekretär Erster Klasse erfolgte. 1947 war er als Geschäftsträger ad interim kommissarischer Leiter der Gesandtschaft im Libanon und nach seiner Rückkehr von 1947 bis 1948 Gesandtschaftssekretär in der Handelsabteilung im Eidgenössischen Volkswirtschaftsdepartement (heute Eidgenössisches Departement für Wirtschaft, Bildung und Forschung). Zwischenzeitlich war er im August 1947 aufgrund der Ortsabwesenheit des Gesandten Charles von Jenner als Geschäftsträger ad interim erstmals kommissarischer Leiter der Gesandtschaft in Bulgarien. Er fungierte zwischen 1949 und 1950 als Geschäftsträger ad interim erneut als kommissarischer Leiter der Gesandtschaft in Bulgarien.
Danach war Pahud vom 10. Februar 1950 bis 1955 Legationsrat an der Gesandtschaft in Spanien sowie 1956 für einige Zeit als Minister Leiter der Gesandtschaft in Äthiopien. Am 7. September 1956 löste er Max König als Gesandter in Ägypten ab. Als solcher war er zugleich verantwortlich für Saudi-Arabien sowie zwischen dem 7. September 1956 und dem 31. Mai 1957 als Geschäftsträger ad interim abermals kommissarischer Leiter der Gesandtschaft in Äthiopien. Nach der Aufwertung der Gesandtschaft in Kairo zur Botschaft wurde er am 12. April 1957 erster Schweizer Botschafter in Ägypten und bekleidete diese Funktion bis zum 6. Dezember 1962, woraufhin er durch Robert Maurice abgelöst wurde. Zugleich war er seit 1960 als Verantwortlicher für den Sudan akkreditiert.
Am 14. Februar 1963 wurde Pahud wiederum Nachfolger von Robert Maurice als Botschafter in Belgien und verblieb dort bis zum 28. Juli 1967. Zugleich war er für Luxemburg akkreditiert und wurde als Botschafter durch Philippe Zutter abgelöst. Danach übernahm er am 24. September 1967 von Fernand Bernoulli den Posten als Botschafter in Mexiko und bekleidete dieses Amt bis zum 31. Dezember 1970, woraufhin er durch Alfred Fischli abgelöst wurde. Als Botschafter in Mexiko war er zugleich als Vertreter der Schweiz in der Dominikanischen Republik, Haiti und Jamaika akkreditiert. Während dieser Zeit vertrat er am 4. August 1970 den Bundesrat als ausserordentlicher Botschafter, Sondergesandter und Leiter der Delegation bei der Amtseinführung des Präsidenten der Dominikanischen Republik Joaquín Balaguer. Des Weiteren vertrat er am 29. Dezember 1970 den Bundesrat als ausserordentlicher Botschafter, Sondergesandter und Leiter der Delegation bei der Amtseinführung des Staatspräsidenten von Mexiko Luis Echeverría Álvarez. 
Zuletzt wurde Pahud am 5. Oktober 1970 Nachfolger von René Naville als Botschafter in Portugal und verblieb auf diesem Posten bis zu seinem Eintritt in den Ruhestand am 31. Januar 1975, woraufhin Giovanni Enrico Bucher sein dortiger Nachfolger wurde.

## Weblink
- Jean-Louis Pahud in der Datenbank Dodis der Diplomatischen Dokumente der Schweiz

| Personendaten    | Personendaten          |
| ---------------- | ---------------------- |
| NAME             | Pahud, Jean-Louis      |
| KURZBESCHREIBUNG | Schweizer Diplomat     |
| GEBURTSDATUM     | 1909                   |
| GEBURTSORT       | Lausanne, Kanton Waadt |
| STERBEDATUM      | 1993                   |